# Arnold Martignoni
Arnold Martignoni, švicarski hokejist, * 19. maj 1901, St. Moritz, Švica, † 9. marec 1984, Samedan, Švica. 
Martignoni je bil hokejist kluba EHC St. Moritz v švicarski ligi in švicarske reprezentance, s katero je nastopil na Zimskih olimpijskih igrah 1928, kjer je osvojil bronasto medaljo, in Evropskem prvenstvu 1926, kjer je osvojil zlato medaljo. Leta 1929 je na enem od treningov utrpel poškodbo očesa, ko ga je zadel plošček v glavo, zaradi česar je moral končati kariero. 